# ناحیه سدر، میشیگان
ناحیه سدر (به انگلیسی: Cedar Township) یک منطقهٔ مسکونی در ایالات متحده آمریکا است که در شهرستان موسکگون، میشیگان واقع شده‌است.
 ناحیه سدر ۹۰٫۸ کیلومتر مربع مساحت و ۴۰۶ نفر جمعیت دارد و ۳۶۵ متر بالاتر از سطح دریا واقع شده‌است.